# Gwendoline Christie

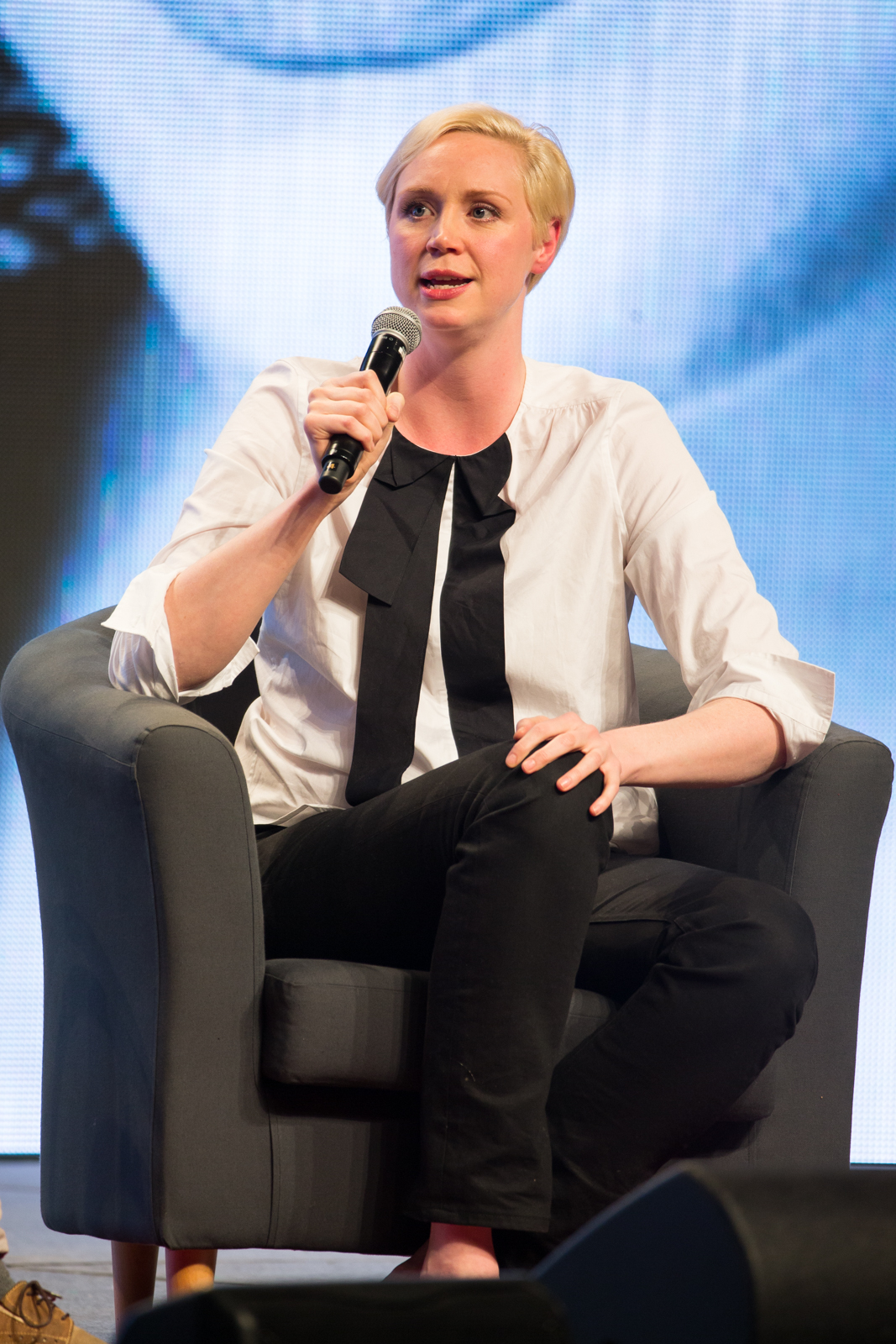
Gwendoline Christie w Calgary (2015)

Gwendoline Tracey P. Christie (ur. 28 października 1978 w Worthing) – brytyjska aktorka telewizyjna i filmowa.

## Życiorys
W dzieciństwie trenowała półprofesjonalnie gimnastykę, przerwała na skutek problemów zdrowotnych. Następnie zajęła się aktorstwem, w 2005 ukończyła szkołę aktorską Drama Centre London. W rozwoju kariery wspomagał ją Simon Callow. Gwendoline Christie zaczęła od występów teatralnych (m.in. w adaptacji komedii Cymbelin), następnie pojawiła się w niewielkich rolach filmowych, debiutując w 2009 u Terry’ego Gilliama.
W 2011 dołączyła do obsady serialu Gra o tron jako Brienne z Tarthu – uchodziła za faworytkę fanów do obsady tej postaci. Zaangażowano ją również do jednego z filmów z cyklu Igrzyska śmierci, a także do produkcji Gwiezdne wojny: Przebudzenie Mocy i Gwiezdne wojny: Ostatni Jedi.
Ma 191 cm wzrostu.

## Filmografia

### Filmy
- 2015: Gwiezdne wojny: Przebudzenie Mocy jako kapitan Phasma
- 2015: Igrzyska śmierci: Kosogłos. Część 2 jako komandor Lyme
- 2017: Gwiezdne wojny: Ostatni Jedi jako kapitan Phasma
- 2018: Mroczne umysły jako lady Jane
- 2018: Witajcie w Marwen jako Anna
- 2019: The Personal History of David Copperfield jako Jane Murdston
- 2019: The Friend jako Teres[1]

### Seriale TV
- 2012: Czarodzieje kontra Obcy jako Lexi / Lucy
- 2012: Gra o tron jako Brienne z Tarthu
- 2017: Tajemnice Laketop jako Miranda Hilmarson
- 2022: Sandman jako Lucyfer
- 2022: Wednesday jako dyrektor Larissa Weems[1]
- 2025: Rozdzielenie jako Lorne